# Бозјак
Бозјак (фр. Beauziac) насеље је и општина у југозападној Француској у региону Аквитанија, у департману Лот и Гарона која припада префектури Нерак.
По подацима из 2011. године у општини је живело 257 становника, а густина насељености је износила 16,75 становника/km². Општина се простире на површини од 15,34 km². Налази се на средњој надморској висини од 150 метара (максималној 163 m, а минималној 77 m).

## Демографија
| 1962. | 1968. | 1975. | 1982. | 1990. | 1999. | 2011. |
| ----- | ----- | ----- | ----- | ----- | ----- | ----- |
| 166   | 192   | 175   | 173   | 195   | 215   | 257   |

График промене броја становника у току последњих година